# سیارک ۴۵۴۹
سیارک ۴۵۴۹ (به انگلیسی: 4549 Burkhardt، نامگذاری:1276T-2) چهار هزار و پانصد و چهل و نهمین سیارک کشف شده‌است که در ۲۹ سپتامبر ۱۹۷۳ کشف شد.
قدر مطلق سیارک برابر ۱۴٫۳۰ است.